# 保罗·马丁
保罗·艾德加·菲利普·马丁 PC CC KC（1938年8月28日—），加拿大華人稱為馬田，加拿大政治家、律师，曾於2003年至2006年間擔任加拿大总理和联邦自由党党魁，1988年至2008年任眾議院議員。

## 早期生活
他的父亲保罗·约瑟夫·詹姆斯·马丁曾经担任加拿大自由党国会议员长达33年之久，并在威廉·金、圣劳伦特、皮尔逊和老特鲁多四位总理的内阁中担任部长。
马丁在进入多伦多大学学习哲学和历史前，曾短暂就读于渥太华大学。他在多伦多大学分别取得本科学位和法律学位，并在1966年成为一名律师。而后，他先后在加拿大鲍尔集团、加拿大轮船公司任职，并曾担任加拿大轮船公司总裁。
1965年，马丁和谢拉·安·科万结为夫妇，并生有三个儿子。

## 政治生涯
马丁1988年当选加拿大国会下议院议员，1989年至1993年任自由党影子内阁成员，先后负责城市和住房、环境和财政等事务。1993年自由党执政后，他担任财政部长至2002年，期间还曾兼任魁北克地区发展部长。
2003年11月马丁接任克里田成为自由党领袖，同年12月接任加拿大总理。马丁在2004年加拿大联邦大选中带领自由党取胜，但未能在下议院取得绝对多数，因而组成了少数派政府。
马丁上任後，曾有意改善克里蒂安执政时期时就明显降温的加美外交关系，并继续在两国边境控制、难民申诉、防务，特别在阿富汗问题上与美国政府合作，还指派了经验丰富的自由党政客弗兰克·麦克纳担任驻美大使。然而，2005年2月24日，加拿大外交部长皮埃尔·佩蒂格鲁宣布加拿大将不会加入美国的弹道导弹防御系统，同时马丁政府希望美国在其导弹飞越加拿大领空前征询加拿大的同意。当时的民意调查也显示，加拿大人反對参加美国的导弹防御计划。然而，马丁政府受到批评称其将加拿大和美国的关系越拉越远。马丁还曾经许诺每年将0.7%GDP投入到国际救援中去，但也因承诺未兑现而受到批评。马丁还提倡将G8扩大为由二十个国家组成的G20，并没有获得很大的成功。此外，马丁与中华人民共和国建立更紧密的关系。在2005年9月，中国国家主席胡锦涛对加拿大进行国事访问的时候，双方宣布加中建立战略伙伴关系。
在国内事务上，马丁政府与加拿大原住民达成了具有历史性的基隆拿协定，旨在改善加拿大原住民的健康、教育、住房及经济发展。加拿大议会还在马丁任上通过了《民事婚姻法令》，使加拿大成为全球第四个在全国范围内给予同性伴侣注册结婚的国家，亦成为第一个将同性婚姻合法化的美洲国家。
2005年11月，执政的加拿大自由党政府官员因贪污和滥用公款行为受到弹劾，加拿大国会下议院以171票赞成，133票反对通过不信任动议要求保罗·马丁下台，马丁成为1979年以来加拿大历史上首位因不信任动议下台的总理。11月29日，马丁要求加拿大总督庄美楷宣布解散国会提前大选。

## 下野
加拿大2006年1月大选前，马丁陷入与美国政府的口水战，他指责美国政府罔顾全球变暖问题，而在野的新民主党领袖杰克·林顿及保守党党魁史蒂芬·哈珀指责马丁政府在控制削减二氧化物排放的方面比美国做得还要差。此外，马丁政府还因外交、国际援助、国防等领域受到批评。2006年1月23日的大选中，自由党被保守党击败，马丁被迫下野，并辞去自由党领袖之职。

## 卸任以后

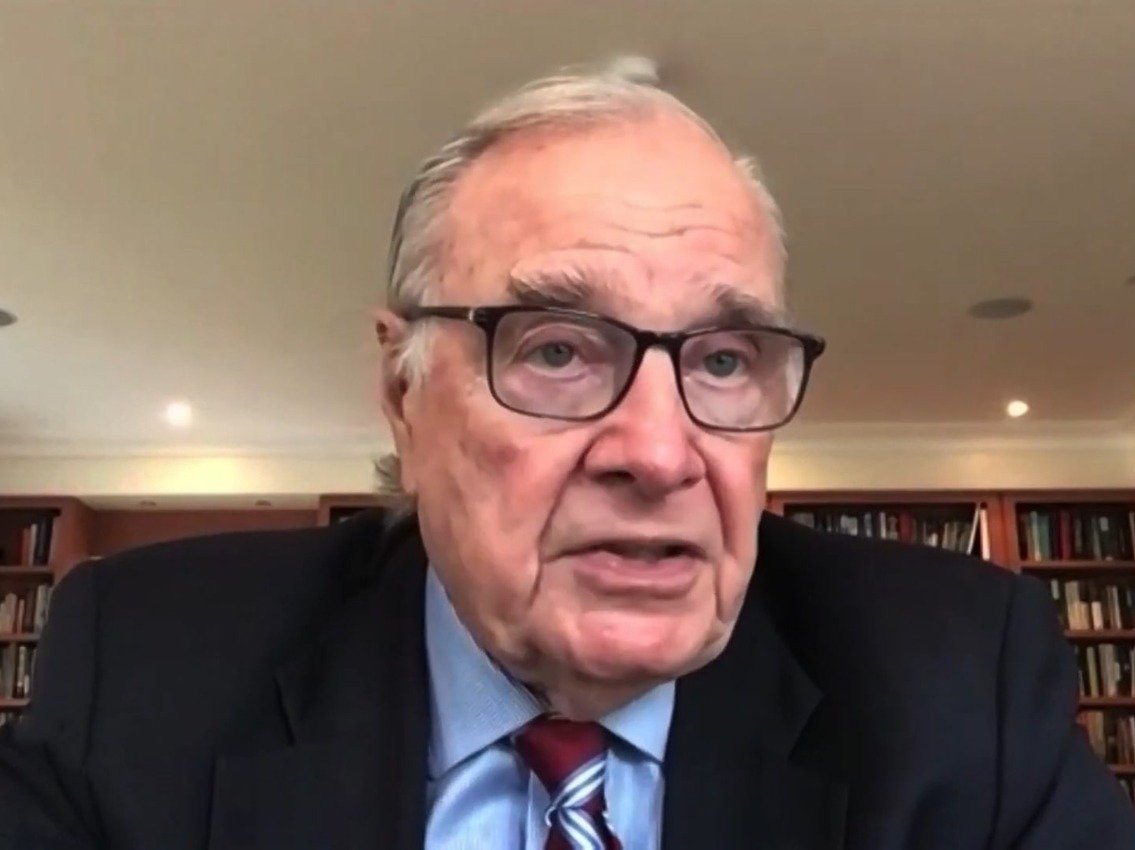
2021年的马丁

卸任总理一职后，马丁在加拿大议会担任下议员至2008年退休。2008年加拿大联邦大选中，自由党未在大选中获胜，反而席位由103席下降至77席，时任自由党党魁的狄安提出与新民党组成的中左翼联合政府，马丁曾被报道称将成为联合政府的经济政策顾问，然而当年12月叶礼庭接任自由党党魁后迅速放弃了组成联合政府的计划。
2008年以后，马丁长期并致力于加拿大原住民和发展中国家的发展以及环境保护， 曾与莫桑比克前总统若阿金·希萨诺共同为非洲开发银行提供战略规划，并担任世界海洋组织专员。
2011年12月，马丁被授予加拿大勋章。

## 外部連結
- 保羅·馬丁個人簡介（國會網頁，英語）
- 保羅·馬丁個人簡介（自由黨網頁，英語）

| 前任： 让·克雷蒂安 | 加拿大總理 2003—2006 | 继任： 史蒂芬·哈珀 |

1. ↑  .   [2016-11-27]. （原始内容存档于2020-08-20）.